# فارس المنطقة
فارس المنطقة (باليابانية: エリアの騎士، بالروماجي: Eria no Kishi) (بالإنجليزية: The Knight in the Area)‏ هي سلسلة مانغا يابانية من تأليف هيرواكي إيغانو [الإنجليزية] ورسم كايا تسوكياما، نشرت من قبل كودانشا في شونن الأسبوعية من 26 أبريل عام 2006 حتى 29 مارس عام 2017. تم تجميع فصول المانغا في 57 مجلد تانكوبون، نشرت في 17 اغسطس عام 2006 حتى 17 مايو عام 2017. أنتجت إلى مسلسل أنمي من إنتاج استوديو شين-إي أنيميشن، عرض الأنمي في 7 يناير عام 2012 واستمر عرضه حتى 29 سبتمبر عام 2012، وتكون من 37 حلقة.

## القصة
تدور أحداث القصة كاكيرو آيزاوا هو الأخ الأصغر للاعب كرة القدم سوغورو آيزاوا الذي يلعب في المنتخب الياباني تحت 15 عامًا. ترك كاكيرو لعب كرة القدم بعد أن تعرض لحادث مع شقيقه سوغورو، الذي مات بعد الحادث وتم زرع قلبه لكاكيرو، وبهذا يعود كاكيرو إلى كرة القدم ليحقق حلم أخيه بالفوز بكأس العالم.

## الشخصيات
كاكيرو آيزاوا (باليابانية: 逢沢 駆، بالروماجي: Aizawa Kakeru)
أداء صوتي: يوكو سانبي
سوغورو آيزاوا (باليابانية: 逢沢 傑، بالروماجي: Aizawa Suguru)
أداء صوتي: جون فوكوياما، موتوكو كوماي (أيام الطفولة)
نانا ميشيما (باليابانية: 美島 奈々، بالروماجي: Mishima Nana)
أداء صوتي: شيزوكا إيتو
كوتا ناكاتسوكا (باليابانية: 中塚 公太، بالروماجي: Nakatsuka Kouta)
أداء صوتي: مينورو شيرايشي
يوسوكي سايكي (باليابانية: 佐伯 祐介، بالروماجي: Saeki Yusuke)
أداء صوتي: تاروسكي شينغاكي
ميتو آيزاوا (باليابانية: 逢沢 美都، بالروماجي: Aizawa Mito)
أداء صوتي: كي شيندو
والد آيزاوا
أداء صوتي: أرونو تاهارا [الإنجليزية]
والدة آيزاوا
أداء صوتي: ريه ساكما

## وصلات خارجية
- Official manga website at Magamega على موقع واي باك مشين (نسخة محفوظة 2018-02-11) باللغة اليابانية
- Official anime website at TV Asahi على موقع واي باك مشين (نسخة محفوظة 2018-02-13) باللغة اليابانية
- فارس المنطقة على موقع ANN manga (الإنجليزية)